# Grzegorz Rasiak
Grzegorz Rasiak [ˈgʒɛgɔʃ ˈraɕak] (* 12. Januar 1979 in Stettin) ist ein ehemaliger polnischer Fußballspieler.

## Vereinskarriere
Rasiak begann seine Karriere 1996 bei Warta Posen, wo er zwei Jahre blieb. Über GKS Bełchatów und Odra Wodzisław kam er 2001 zu Dyskobolia Grodzisk. Dort in der großpolnischen Provinz spielte er drei Jahre lang erfolgreich in der ersten Liga und schoss in 66 Partien insgesamt 34 Tore. 2004 kaufte ihn der AC Siena, wegen der italienischen Ausländerregelung konnte er jedoch nicht eingesetzt werden und wurde in die zweite englische Liga an Derby County weiterverkauft. Nach einer erfolgreichen Saison wechselte er zu Tottenham Hotspur, konnte sich dort jedoch nicht durchsetzen und wurde im Februar 2006 an den FC Southampton ausgeliehen. Dort überzeugte er, so dass er von diesem Klub für die nächsten beiden Jahre verpflichtet wurde. Am 31. Januar 2008 wurde Rasiak an die Bolton Wanderers bis zum Saisonende ausgeliehen. Da Bolton die im Vertrag eingeschlossene Kaufoption nicht wahrgenommen hat, wurde Rasiak bis zum Saisonende an den FC Watford weiterverliehen. Im August 2009 kehrte er kurz zum FC Southampton zurück, um schließlich an den FC Reading verkauft zu werden. In England absolvierte Grzegorz Rasiak 15 Spiele in der Premier League, 172 Spiele in der Football League Championship (67 Tore) und drei Spiele in der Football League One. Dazu kamen mehrere Auftritte im FA Cup, League Cup und im UEFA-Pokal. Kurz nach Beginn der Saison 2010/2011 wechselte Grzegorz Rasiak ablösefrei nach Zypern zu AEL Limassol. Bei AEL unterschrieb er einen Zwei-Jahres-Vertrag. Nach einem Jahr wechselte er jedoch in seine Heimat zu Jagiellonia Białystok. Da Grzegorz Rasiak in der Saison 2011/12 nur zwei Tore in zwölf Ligaeinsätze aufweisen konnte, wurde der Zweijahresvertrag am Saisonende in beiderseitigem Einverständnis aufgelöst. Ende Juni 2012 unterschrieb Rasiak für ein Jahr beim polnischen Erstligisten Lechia Gdańsk. Für Lechia spielte er in der Saison 2012/13 13 Mal in der Ekstraklasa und erzielte 4 Tore. Zur Saison 2013/14 wechselte Rasiak zurück zu Warta Posen, die gerade in die dritte Liga abgestiegen waren. Nach 25 Einsätzen und 14 Toren beendete er ein Jahr später seine Karriere.

## Nationalmannschaft
Rasiak bestritt zwischen 2002 und 2007 37 Länderspiele für die polnische Fußballnationalmannschaft und erzielte dabei acht Tore. Er nahm auch an der Weltmeisterschaft 2006 teil.

## Privat
Der 1,91 Meter große Stürmer ist verheiratet und hat einen Sohn und eine Tochter.